# 蘇花公路
蘇花公路是位於臺灣東海岸的幹線公路，為省道台9線、台9丁線的一段，在日治時期經倡議修築原先清代之北路為「臨海道路」，1932年5月通車，第二次世界大戰後改名蘇花公路，之後並持續新建隧道及拓寬為柏油路面，1990年10月25日改為雙向通車。北起宜蘭縣蘇澳鎮白米橋，南迄花蓮縣花蓮市中山中正路口花蓮中山路郵局前，全長118公里（現今里程縮短至102.4公里），大致依海岸線修築，間或蜿蜒進入平坦河口三角洲腹地。沿路可看太平洋海景與峭壁山色，為世界著名的景觀公路。
儘管蘇花公路是一條著名的景觀公路，但台灣東海岸盛產大理石、石灰岩和砂石等工業原料，故常在此路上見到砂石車和大貨車高速通行，而且沿路外海太平洋海底處於歐亞板塊與菲律賓海板塊交界帶，地震發生非常頻繁，邊坡土石極易鬆動，不論天候晴雨都可能有落石。尤其在大雨或颱風過後更常會出現落石坍方等，因此屬於經常需要維修照顧的公路系統。此外，由於蘇花公路沿岸多有懸崖，加上黑潮海流流速強，故不適合親水活動，且已有多起落水者意外記錄。

## 歷史

### 蘇花古道

早期單線道的蘇花公路遺址

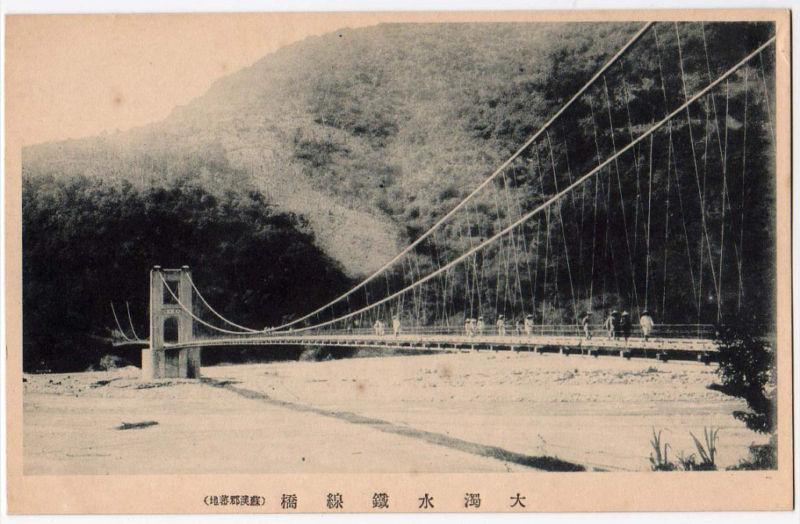
日治時期的臨海道路（今蘇花公路）是以鐵線橋橫跨大濁水溪，上題「大濁水鐵線橋（蘇澳郡蕃地）」等字樣。

1874年（清同治十三年），臺灣發生牡丹社事件後，清政府為鞏固邊防與安撫原住民，由欽差大臣沈葆楨派遣臺灣道夏獻綸與福建省陸路提督羅大春修築理蕃道路。經費時兩年，開闢「平路一丈，山蹊六尺」為準之路，俾能通行輿馬，與當時完成的崑崙坳古道形成一南一北，因而被稱為「北路」，即現今所稱「蘇花古道」。
路線是北起蘇澳，沿途經過東澳、大南澳、大濁水、大清水、得其黎、新城、奇萊花蓮港、吳全城、太巴塱、周塱社，南迄至秀姑巒水尾。全程總長308里。北路開通前的交通貿易都靠海路，陸路則僅為東西向的原住民遷徙路線、獵路。北路沿著峭壁開出，相當狹小曲折，路寬僅約一丈多，且路況不穩定，時有坍塌的情形，交通功能極為有限。
但對於清朝開山撫蕃的政策下，有宣揚國威、防堵海寇、移民開墾、獲取資源等多重功能；然而此路修築後仍不時受到原住民侵襲，加上首尾間遠、駐防兵勇、維護不易、瘴厲疫病等問題，於完工後不及一年半即移紮駐營，任其廢棄。1881年（光緒七年），曾有清朝營官何秀林帶兵重修，又有1889年劉銘傳副將劉朝帶再度疏通，但後者部將弁勇等人卻不慎中伏，所帶官兵死傷逾半，在劉銘傳大軍圍勦後原住民雖投降，但實際上清代末年在東澳以南之路段可謂荒廢。

### 臨海道路
日治時期後，北路被日人改稱為「大南澳路」、「沿岸理番道路」，沿線設置七個駐在所，多次整修拓寬。1916年，臺灣總督府眼見島內局勢穩定，開始著手於開鑿「東海徒步道」，費時7年，將路寬拓增至12台尺，於1925年完工後，可供辦公、行旅之人來往，但車輛依然無法通行。
1927年，為了使車輛通行，將路幅拓為3.56公尺之寬，並於蘇澳到太魯閣口之路段鋪設砂礫路面，其中有部份之路段是為供車輪行駛，因而鋪設兩道混凝土（即剛性路面），然後於太魯閣口到花蓮港之路段則大幅拓寬為14公尺，鋪設砂礫路面。完工總長約120公里。合計有大型橋樑9座，隧道14處。在施工期間該道路曾被稱為「花宜道路」、「蘇花崖道」或「蘇花道路」等，1930年由時任台灣總督石塚英藏正式命名為「臨海道路」，於1932年全線通車，並編列為指定道路，沿線計有屬於以國庫或地方經費改善養護之。當時通車後的臨海道路，有東海自動車運輸株式會社經營客運服務，提供巴士載運乘客來往於宜蘭、花蓮，每日對開二班車次，行車時間約莫於海運載客之航程。

### 蘇花公路
戰後，臨海道路改稱為「蘇花公路」，最窄的路面僅有3.5公尺，彎道的最小半徑則僅有15公尺，相當險峻。1980年代開始逐步拓寬，到1990年10月25日才開放雙線通車。
蘇花公路早年單線通車時期，南下北上車輛均需在各管制站依管制規定放行，從北往南設有蘇澳、東澳、南澳、谷風、和平、崇德共六處管制站。此時車隊多為日間通行，頭車必為臺灣省公路局金馬號客車，行經斷崖路段，車中旅客往往無法看見狹窄道路的邊緣，僅見低處海色藍白，駕駛車行左旋右迴，讓人驚恐不已，印象無法磨滅。但在台鐵北迴線正式通車後，鐵路挾著安全、舒適、快速、便宜的優點，使得蘇花公路之定期客運路線慢慢走入歷史，雖一度有民營客運業者經營台北-花蓮客運路線，但和1970年代海路的花蓮輪一樣，重要的客運、貨運運輸，均已轉向鐵路，蘇花公路則轉為以景觀公路、採石運礦和區域性交通為主。

### 蘇花高、蘇花改、蘇花安
原計畫將長年面臨崩塌之虞的蘇花公路，改以興建蘇花高速公路做為可靠、安全的聯外道路，不過因諸多爭議而暫停原計畫，暫且實施「台9線蘇花公路山區路段改善計畫」，因此被稱為「蘇花改」。
台9線蘇花公路山區路段改善計畫分別於2009年11月26日、12月18日辦理專家學者深度座談；行政院環境保護署則於2010年1月19日、8月20日召開兩次諮詢會，並在9月17日召開預審會；中華民國交通部則於2010年9月7日、9月15日、10月4日辦理民間團體溝通會議；蘇花改計畫環境影響說明書亦於2010年9月28日送至環保署進入環評審查程序，環保署也於2010年10月18日召開專案小組初審會審查，11月1日召開專案小組第2次初審會，11月9日宣布有條件通過環評審查，蘇花改的蘇澳－東澳段已於2018年2月5日通車，而南澳－和平段及和中－大清水段已經在2020年1月6日通車。
由於蘇花改計劃並未包括長約10.5公里的東澳~南澳段、長約5.5公里的和平~和中段、長約15.1公里的和仁~崇德段，因此上述路段被納入「蘇花公路安全提升計劃」(蘇花安)，目前行政院已在2019年12月20日核定可行性評估，目前亦已送到國發會審查中，2021年12月28日蘇花安計畫環境影響說明書送到環保署，2022年進行環境影響評估審查，預計總經費為550億元，2023年報行政院建設計畫核定、路線設計作業及施工階段，目標在2032年竣工並通車。

## 沿線地名
- 宜蘭縣蘇澳鎮：

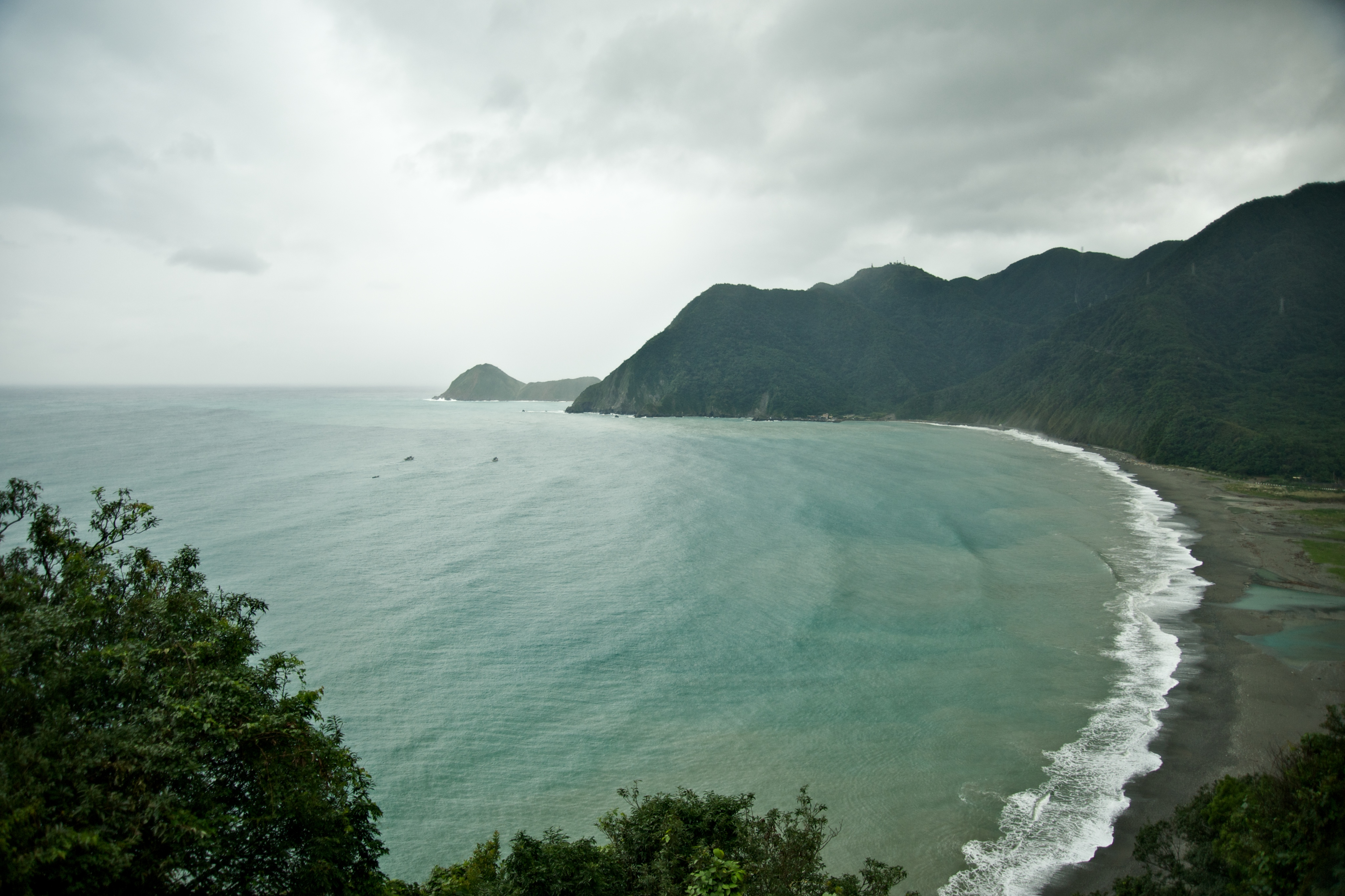
南望東澳海灣及烏石鼻

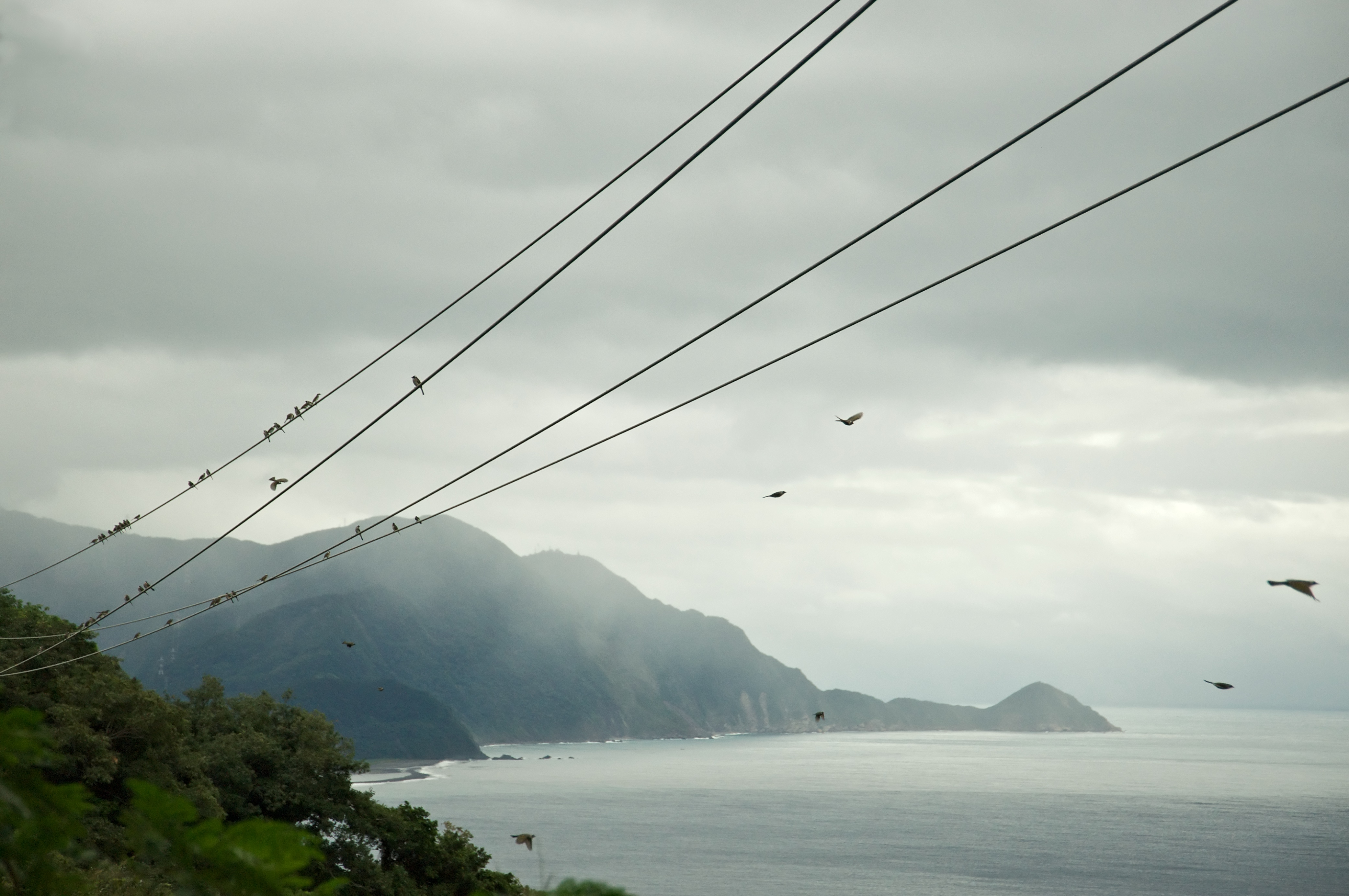
北望烏石鼻

（以下為台9丁線）蘇澳市區→白米橋→砲台山（左岔路蘇南公路往南方澳）→五公里→七公里（猴猴坑）→九宮里→正道橋（海拔約300-350公尺，蘇花公路臨海最高點）→烏岩角觀景台（蘇花公路安魂碑）→大坑橋（大崩塌區）→開路先鋒爺廟（慶安堂）[舊台9線112K-116K為豪雨嚴重崩塌處]→東澳橋（以下至南澳橋，蘇花公路西側屬南澳鄉、東側屬蘇澳鎮）→南澳鄉東岳村/蘇澳鎮東澳里→（以下為台9線與台9丁線共線）新澳隧道（長1162m及1267m，海拔約250公尺，以東有舊道往烏石鼻〈烏石鼻隧道〉）→大灣→南澳鄉南澳村/蘇澳鎮南強里→南澳橋
- 宜蘭縣南澳鄉：

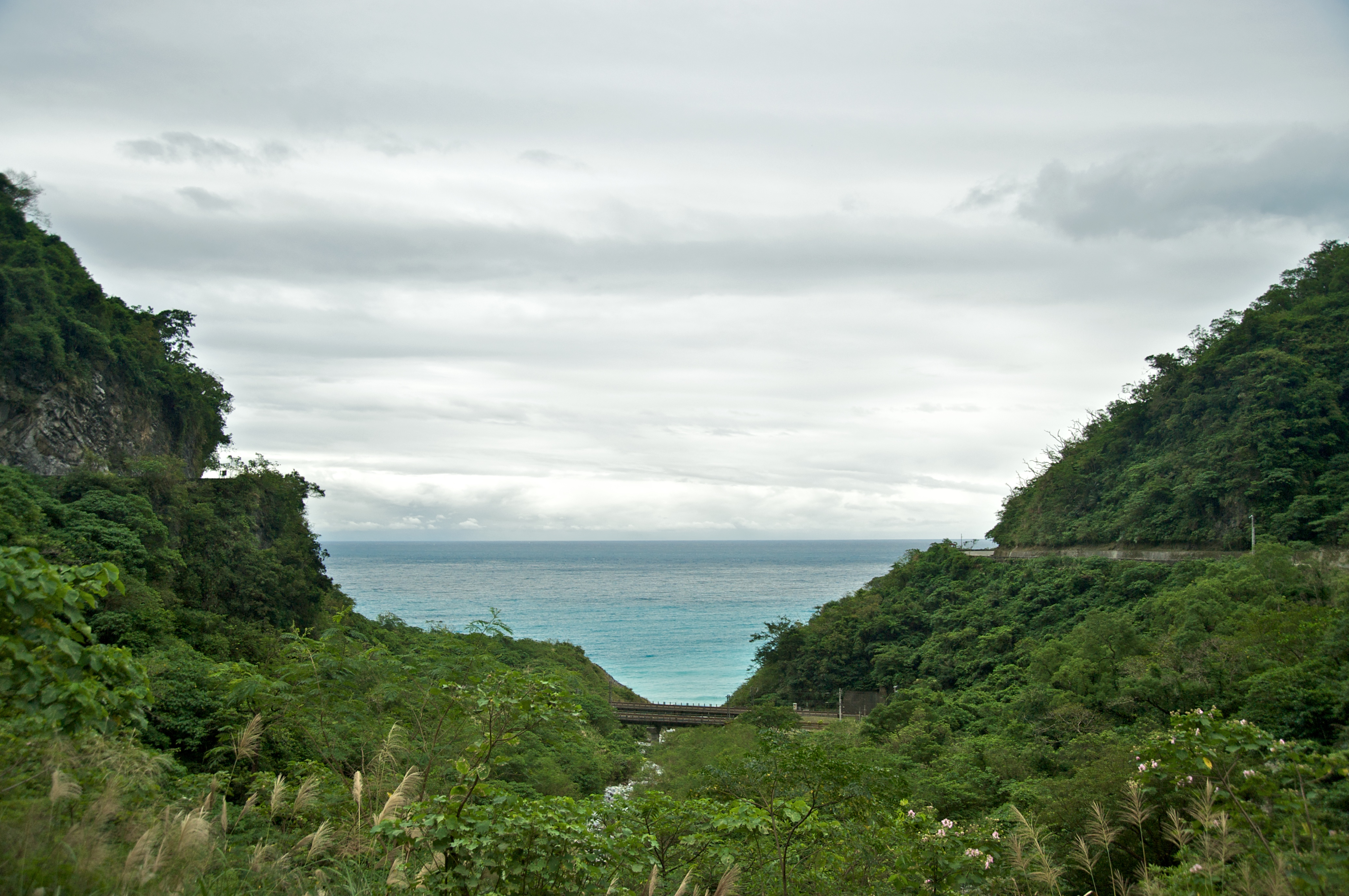
小清水遊憩區

南澳橋→武塔（泰雅族語：Buta）→澳尾橋（左岔路宜58線往南澳農場）→南溪→魯基岳夫（日治時期為著名停車場，海拔約230公尺，Rukiyoh，旁有萼溫斷崖）→觀音（Go-on，又名高峰，海拔約224公尺）→觀音石146.930k→鼓音→谷風橋→漢本車站（半分Hanbun/百里分、白來分，蘇花公路中間點）→澳花隧道（原名漢本隧道，原長488m，現長504m）→澳花村路口（泰雅族語：利有亨Leyoxen、澳花）→大濁水橋155.520k（花蓮宜蘭縣界）
- 花蓮縣秀林鄉：

大濁水橋155.520k→和平村157.620k（太魯閣族語：克尼布Knlibu/克來寶Kinebo）→和中（太魯閣族語：姑姑子/吾谷子Gukut）→和平隧道（長839m，以東則有舊路行經姑姑子斷崖的舊和平隧道及象鼻隧道）→和中隧道（長370m）→和仁隧道（長783m）→和仁166.684k（太魯閣族語：卡那崗/卡那岸Quragan）→卡南橋167.123k→和仁臨海短隧道（長28m，168k，太魯閣國家公園界碑、清水斷崖北端之卡那岡斷崖）→仁清隧道（長200m，海拔約70公尺）→和清隧道（長315m）→大清水（吳錦文段長紀念碑）→下清水橋→大清水隧道（長521m）→13號隧道（長632m）→錦文隧道（長406m）→小清水（匯源）→匯德隧道（原長1500m，現長1460m，蘇花公路最長隧道，其外靠海處〈得其黎斷崖〉有清水隧道，長513m，已封閉，部分路段改為小清水遊憩區）→崇德觀景台→崇德隧道（長325m）→德惠橋《177k，清水斷崖〈得其黎斷崖〉南端》→板下（蘇花公路進入花蓮平地之始）→崇德村179.130k（太魯閣族語：達吉利/得其黎Tkijig）→太魯閣大橋北端《右岔路為蘇花公路舊線（花2線），往錦文橋、太魯閣國家公園管理處》
- 花蓮縣新城鄉：

興田(太魯閣大橋南端，台八線中橫公路終點）→新城村185.100k→順安村（阿美族語：Pibutingan）→南三棧189.100k（縣道193號岔路，往七星潭）→加灣（景美、太魯閣族語：克澳灣Qowgan）→康樂（阿美族語：Palamitan）→北埔196.300k（（阿美族語：Hubu）、新城鄉公所）→花蓮機場→嘉里（阿美族語：加里宛Kaliyawan）→嘉新（阿美族語：Cilapuk）→國立東華大學美崙校區（原花蓮教育大學）
- 花蓮縣花蓮市：

市界→府前路→花蓮縣政府（花蓮新市區）→美崙溪/中正橋→中正路（花蓮舊市區）→花蓮中山路郵局前205.280k（中正中山路口，蘇花公路原終點）→中正中華路口（花蓮文創園區，右岔路往中華路為台九丙線，為花東縱谷公路舊線，往鯉魚潭）→吉安溪（花蓮市界，仁里橋）
- 花蓮縣吉安鄉：

花蓮市界（仁里橋）→仁里（中正路一段、阿美族語：Pukpuk）→南埔207.200k（蘇花公路新終點，左岔路往台11線花東海岸公路，接花東縱谷公路）

## 替代道路
由宜蘭羅東台7丙線（羅天公路）後接台7線（北橫公路）達棲蘭後台7甲線（中橫支線）達梨山後台8線（中橫公路）後達花蓮新城接台9線。蘇澳至東澳、南澳至和平、和中至和仁、和仁至大清水等四個路段可改行台9丁線（舊蘇花公路）。

## 沿線景點

### 清水斷崖

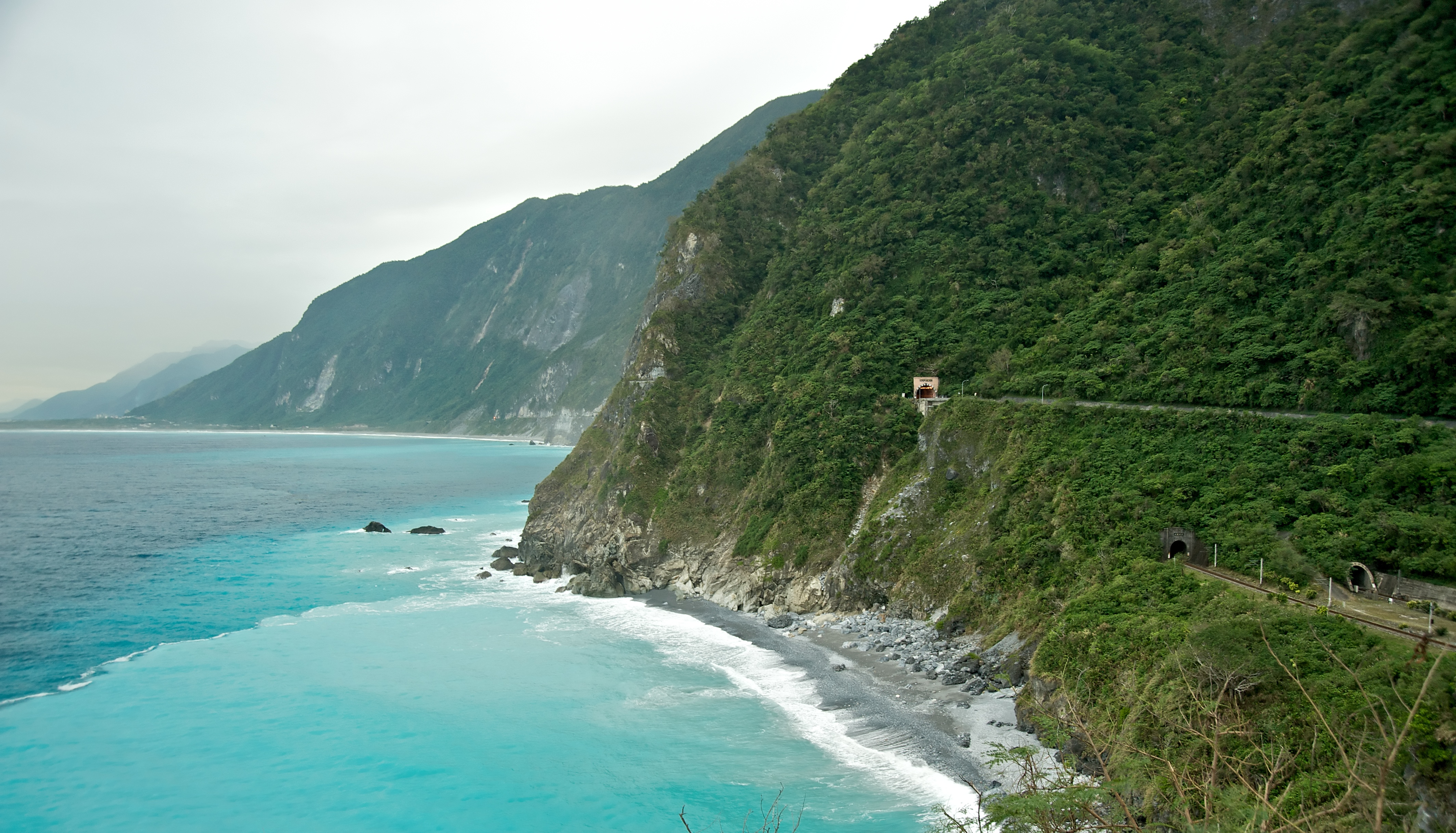
清水斷崖

蘇花公路沿線最著名景點為台灣十大地景之一的清水斷崖，主要界於秀林鄉崇德到和仁（或和中）之間約9至21公里斷崖。斷崖峰頂之清水山（清水大山）海拔2408公尺，斷崖之北端台九線約168公里處為今日太魯閣國家公園和仁界址碑所在（若列入姑姑子斷崖則北端從和平村和中的和平隧道北口起算）。「清水斷崖」於日治時期曾經由台灣日日新報社讀者票選為臺灣十二勝之一，戰後也曾被台灣省政府列為台灣八景之一。

### 紀念碑
- 羅大春開闢道路里程碑記：位於宜蘭縣蘇澳鎮晉安宮內，立於同治十三年（1874年），由福建陸路提督羅大春囑託其幕僚范應祥撰文記述道路開闢經過等情事。[26][27]
- 遭難碑：在東澳的烏岩角附近，有一廟稱「慶安堂」，又名「開路先鋒爺」，原刻「遭難碑」，立於1917年12月。紀念日治至二戰後開闢蘇花公路而不幸殉職的12位日籍與台籍工作人員。
- 大南澳抵達紀念碑：此碑為清代提督羅大春所立，位在南澳往朝陽漁港的叉路上（蘇澳鎮朝陽里）。
- 莎韻之鐘紀念碑：位在南澳鄉武塔路段，距武塔車站不遠處。
- 殉職碑：原位在大清水遊憩區北側清水橋畔，後遷移至大清水遊憩區內，原碑立於1922年11月，是紀念日治時期不幸殉職的51位築路工人，現存為後續修建。[28]
- 吳故段長錦文殉職紀念碑：原位在大清水遊憩區北側清水橋畔，後遷移至大清水遊憩區內，紀念1950年6月7日殉難於清水斷崖的前省公路局花蓮工務段首任段長吳錦文先生。[29]
- 故丁監工員培俊殉職紀念碑：位在和仁隧道外的蘇花公路舊道上，紀念1973年，殉難於清水斷崖的前省公路局丁培俊先生。[30]
- 蘇花公路安魂碑：位於台9線114.2公里處，悼念2010年遊覽車墜海事故。詳見2010年蘇花公路遊覽車事故。

### 觀音亭
位在觀音二號橋的觀音石旁，有一台灣省公路局於84年（1995年）9月立的碑文，記載巨石在1993年（民國82年）3月進行蘇花公路彎道改善工程時墜落，入土二點五公尺。觀音石位在第二觀音橋畔，命名來由應參照1960年觀音瀑布的原始由來，此處興建觀音亭及蓮花池各乙座並在石上繪有觀世音菩薩像供人膜拜。

## 大眾運輸
自臺汽客運於1997年2月1日、福和客運於2006年12月21日停駛北花線客運路線後，原無全程行駛蘇花公路的定期客運或公車班次；於2020年起，因蘇花改開通後有國光客運與葛瑪蘭客運新開闢聯營之201及201A公車班次（2024年3月起暫停營運），統聯客運1663、首都客運1580、臺北客運1071三條北花線客運路線亦曾於蘇澳設點並中停載客往來蘇花間（因2024年花蓮地震暫停營運及2025年1月起不續營，後由葛瑪蘭客運1918於2025年6月起營運）。

## 事故與災損
蘇花公路被稱為「死亡公路」，內政部警政署的統計資料指從1997年至2008年5月1日期間，在蘇花公路發生的交通事故共造成1,046人死亡，13,488人受傷。不過根據花蓮國立東華大學自然與環境資源學系教授戴興盛分析內政部警政署及交通部公路總局統計，在2001至2007年間，台九線由台北到屏東楓港共627人因交通事故喪生，其中蘇花公路70公里距離喪生65人，還排不上事故發生率前三名（池上馬蘭段、瑞穗玉里段和林榮光復段）。前述十年內造成1,046人死亡的數據統計可能錯誤引用全台九線總和，而非單指蘇花公路；惟以上數據資料並未區分天災事故與人為事故，尚無法解釋蘇花公路受天災事故影響較高的比例，故推測會有「死亡公路」的印象乃自於蘇花公路相較其他公路擁有較多天災事故所造成的傷亡比例而為之。
蘇花公路歷年來曾發生過的重大事故與重度災損包括：
- 1972年11月13日，大華工專師生在畢業旅行途經蘇花公路時，遊覽車在現今和仁隧道北口被落石擊中墜下邊坡[49]，造成20人死，25人輕重傷。[50]

- 2004年8月15日：東澳段123.7公里處，右側山崖約20公尺高處落下一顆高2.5公尺、寬1公尺、重約3公噸的巨石，砸中一輛轎車貫穿車體，車內尤姓一家4口中3人罹難，僅6歲小女兒躲過一劫。[51]

- 2010年10月21日，受超强台风鲇鱼外圍環流與東北季風共伴吹襲影響，蘇花公路112.8公里至116.1公里之間路段發生七處大坍方。據台灣交通部公路總局表示，這是通車78年來最嚴重的坍方事件[52]。這次的意外造成一人死亡[53]，造成25人失蹤，包括21名來自廣東珠海的旅行團員，一名中國大陸籍領隊田園，[54]一名台灣籍遊覽車駕駛蔡智明，以及一部銀色小貨車（車號3690-HA）失聯，車上有夫婦許枝容、林金珠兩人[55]。詳見2010年蘇花公路遊覽車事故。

- 2016年3月2日，一輛從花蓮北上的遊覽車，行經蘇花公路時遭對向載滿鋼材的拖板車正面撞擊，造成王姓拖板車駕駛、王姓遊覽車女導遊當場身亡，共釀成2死28傷。[56]

- 2016年8月14日，一台擠了7人的5人座的汽車，行經新澳隧道南口，疑因車速過快及林姓駕駛酒駕而車子失控翻覆，造成4人當場被拋飛死亡及3人輕重傷。[57]

- 2017年5月28日，恰逢端午節連假第2天，蘇花公路112.6公里處宜蘭縣蘇澳鎮九宮里路段因豪雨造成落石坍方中斷，連日搶修於5月31日開放單向通行，公路總局稱完全修復約需5個月時間，因連假車潮壅塞，用路人被迫開往中橫公路及南迴公路方式繞過坍方路段。[58]

- 2021年3月16日下午16時許，一輛遊覽車撞上蘇花公路東澳-南澳段路邊山崖，造成6人死亡，39人受伤[59]，據新聞報導，國家運輸安全調查委員會裁定該案屬重大公路一級事故，立案調查並持續收集相關證據及安排後續檢測。[60]

- 2023年1月11日晚上23時55分，因前期地震鬆動加上多天降雨影響，致台9線159K+300大清水隧道南口的明隧道上邊坡大量土石崩落，衝擊動量超過該明隧道耐受度，壓毀17公尺長混凝土明隧道及8公尺鋼構明隧道，總受損長度約25公尺與坍方量估計約1200立方公尺，造成蘇花路廊道路全面阻斷及數天雙向無法通行[61][62]。

- 2023年10月24日下午，一台砂石車行經新澳隧道北上車道，砂石車蔣姓駕駛疑似未注意車前狀況未剎車，直撞17輛車造成1死11傷事故。[63]

- 2024年4月3日，花蓮地區發生芮氏規模7.2的大地震，造成蘇花公路沿線多起坍方中斷及傷亡事故。[64][65][66]

## 資料來源
1. ↑  .   [2023-06-26]. （原始内容存档于2023-06-26）.
2. ↑  . 民視新聞網.   [2023-06-26]. （原始内容存档于2023-06-26）.
3. ↑  . 民視新聞網.   [2023-06-26]. （原始内容存档于2023-06-26）.
4. ↑  潘繼道.  (PDF). 國立東華大學臺灣文化學系.   [2024-04-20]. （原始内容存档 (PDF)于2024-04-20）.
5. 1 2  李瑞宗. . 花蓮: 內政部營建署太魯閣國家公園管理處. 2003年. ISBN 9570141069.
6. ↑  陳家豪.  (PDF). 國立臺灣圖書館.   [2024-04-20]. （原始内容存档 (PDF)于2024-04-20）.
7. ↑   (PDF).   [2023-05-31]. （原始内容存档 (PDF)于2023-05-31）.
8. ↑  .   [2023-04-23]. （原始内容存档于2023-05-06）.
9. ↑  . 典藏網.   [2023-05-30]. （原始内容存档于2023-05-30）.
10. ↑  .   [2023-05-30]. （原始内容存档于2023-05-30）.
11. ↑  楊宗興. . Newtalk新聞. 2010-11-09  [2024-04-20]. （原始内容存档于2024-04-20）.
12. ↑  李忠一. . 中國時報. 2018-02-05  [2019-03-30]. （原始内容存档于2021-04-06） （中文）.
13. ↑  沈瑜. . 遠見雜誌. 2020-01-07  [2024-04-20]. （原始内容存档于2024-04-20） （中文）.
14. ↑  吳亮儀. . 自由時報.   [2024-04-20]. （原始内容存档于2024-04-20）.
15. ↑  . 臺灣交通鐵道影像 台湾の鉄道映像 Taiwan Railway Movies BV2DP. 2018-02-16  [2021-08-12]. （原始内容存档于2022-05-08） （中文（臺灣））.
16. ↑  . 羅東林區管理處.   [2021-08-12]. （原始内容存档于2022-05-08）.
17. ↑  . 農業部林業及自然保育署自然保育網. 2000-10-19  [2025-07-07]. （原始内容存档于2025-07-07） （中文（臺灣））.
18. ↑  徐婉卿. . 鏡週刊. 2021-06-14  [2021-08-12]. （原始内容存档于2022-05-08） （中文（臺灣））.
19. ↑  王錦義. . 自由時報. 2021-03-29  [2021-08-12]. （原始内容存档于2022-05-08） （中文（臺灣））.
20. ↑  詹尚書、曹孟真、許珮筠.  (PDF). 財團法人地工技術研究發展基金會. 2012-09-01  [2021-08-12]. （原始内容存档 (PDF)于2022-01-23） （中文（臺灣））.
21. ↑  . 萌芽悠遊網. 2020-08-09  [2025-07-07]. （原始内容存档于2025-07-07）.
22. ↑   (PDF). 宜蘭縣政府.   [2025-07-07]. （原始内容存档 (PDF)于2025-07-07）.
23. ↑  李紀廷. . 台灣: 交通部公路總局第四區養護工程處. 2014年. ISBN 9789860408591.
24. ↑  .   [2023-09-21]. （原始内容存档于2023-09-21）.
25. ↑  . 太魯閣國家公園.   [2022-01-18]. （原始内容存档于2022-05-08）.
26. ↑  . dtrap.lib.ntu.edu.tw.   [2017-03-20]. （原始内容存档于2021-04-06）.
27. ↑  . memory.ncl.edu.tw.   [2017-03-20]. （原始内容存档于2017-03-20） （中文（臺灣））.
28. ↑  陳舜協. . 大紀元. 2011-01-09  [2023-10-28]. （原始内容存档于2023-10-28）.
29. ↑  王峻祺. . 《自由時報》. 2015-11-24  [2017-06-16]. （原始内容存档于2019-05-02） （中文（臺灣））.
30. ↑  李瑞宗、陳泰元、賴麗霞、周華等. . 交通部公路總局第4區養護工程處. 2019年. ISBN 9789865310073.
31. ↑  . 探奇石.   [2024-04-20]. （原始内容存档于2024-04-20） （中文（臺灣））.
32. ↑  . 自由時報. 2018-05-02  [2023-06-26]. （原始内容存档于2023-06-26）.
33. ↑  . ETtoday新聞雲. 2018-05-02  [2023-06-26]. （原始内容存档于2023-06-26）.
34. ↑  .   [2023-06-26]. （原始内容存档于2023-07-19）.
35. ↑  .   [2023-06-26]. （原始内容存档于2023-07-19）.
36. ↑  李婕慧. . 花蓮最速報. 2024-01-20  [2024-04-03]. （原始内容存档于2024-04-20）.
37. ↑  .   [2020-10-27]. （原始内容存档于2021-04-06）.
38. ↑  .   [2023-06-26]. （原始内容存档于2023-06-26）.
39. ↑  .   [2020-10-27]. （原始内容存档于2021-04-06）.
40. ↑  魏妤庭. . 今日新聞. 2024-09-05  [2024-12-20]. （原始内容存档于2024-12-20）.
41. ↑  林懷恩. . 原視新聞網. 2025-05-12  [2025-05-20]. （原始内容存档于2025-05-20）.
42. ↑  游婉琪、徐庭揚、王燕華. . 聯合新聞網. 2015-07-06  [2023-10-29]. （原始内容存档于2023-10-29）.
43. ↑  . 新民晚报. 2010-10-25  [2021-04-06]. （原始内容存档于2021-04-06）.
44. ↑  . 2008-07-07  [2016-07-30]. （原始内容存档于2019-06-11）. 依警政署86年至97年5月1日止統計資料顯示，蘇花公路計發生死傷之交通事故1萬0,495件，造成1,046人死亡、1萬3,488人受傷。
45. ↑  .   [2011-07-31]. （原始内容存档于2010-11-05）.
46. ↑  李欣芳. . 自由時報. 2017-05-31  [2021-04-06]. （原始内容存档于2021-04-06）.
47. ↑  . 東森新聞. 2016-03-17  [2024-04-20]. （原始内容存档于2024-04-20）.
48. ↑  翁正杉. . 宜蘭新聞網. 2021-03-16  [2023-09-28]. （原始内容存档于2023-09-28）.
49. ↑   (PDF).   [2015-04-09]. （原始内容存档 (PDF)于2012-01-04）.
50. ↑  . 台視.   [2024-04-20]. （原始内容存档于2024-04-20）.
51. ↑  張政慧. . 華視. 2004-08-15  [2023-08-29]. （原始内容存档于2023-08-29）.
52. ↑  2010年10月22日，這麼慘 蘇花公路寸斷 7處大坍方「路不見了」78年來最嚴重 （页面存档备份，存于），蘋果日報
53. ↑  2010年10月24日，特教老師劉芸均 魂斷蘇花公路 （页面存档备份，存于），華視
54. ↑  2010年10月24日，失蹤陸客團 疑墜300米崖 （页面存档备份，存于），蘋果日報
55. ↑  2010年10月23日，梅姬災情 12死26失聯 （页面存档备份，存于），中央社
56. ↑  王亭云、簡榮輝. . 中國時報. 2016-03-03  [2023-10-29]. （原始内容存档于2023-10-29）.
57. ↑  . 中國時報. 2016-08-15  [2023-10-29]. （原始内容存档于2023-10-29）.
58. ↑  . 公視新聞網. 2017-05-29  [2023-08-29]. （原始内容存档于2023-08-29）.
59. ↑  王朝鈺、沈如峰. . 中央通訊社. 2021-03-16  [2021-03-17]. （原始内容存档于2021-05-05） （中文（臺灣））.
60. ↑  李忠衛. . PeoPo公民新聞. 2021-03-17  [2021-03-17]. （原始内容存档于2021-04-06） （中文（臺灣））.
61. ↑  .   [2023-01-12]. 原始内容存档于2023-01-14.
62. ↑  吳琍君. . 中央廣播電台. 2023-01-12. （原始内容存档于2023-08-29）.
63. ↑  林瑩真. . 風傳媒. 2023-10-25  [2023-10-29]. （原始内容存档于2023-10-29）.
64. ↑  林瑩真. . 風傳媒. 2024-04-03  [2024-04-03]. （原始内容存档于2024-04-03） （中文（臺灣））.
65. ↑  溫嘉楷; 陳立峰; 陳冠勳. . 公視新聞網. 2024-04-03  [2024-04-03]. （原始内容存档于2024-04-03）.
66. ↑  鄭佩玟. . ETtoday新聞雲 (台北[市]). 2024-04-03  [2024-04-03]. （原始内容存档于2024-04-03）.

## 外部連結
- 公路總局：蘇花公路山區路段改善計劃 （页面存档备份，存于）